# Louis de Kergorlay
Louis Gabriel César de Kergorlay, visconte di Kergorlay (Parigi, 28 agosto 1804 – Fosseuse, 1º marzo 1880), è stato un politico, militare e nobile francese.

## Biografia
Louis Gabriel César de Kergorlay era figlio del politico e militare Florian de Kergorlay e di sua moglie, Blanche de La Luzerne; era perciò nipote di César Henri de La Luzerne, Segretario di Stato per la Marina sotto il governo di Luigi XVI di Francia. Ammesso all'École polytechnique nel 1824, si diplomò nel 1826 come ufficiale di artiglieria.
Prestò servizio durante la spedizione di Algeri, da maggio ad agosto del 1830.
Tornò poi a Parigi e, rifiutandosi di prestare giuramento a Luigi Filippo, venne costretto a dimettersi dall'esercito.
Partecipò, con il padre, alla sollevazione realista della duchessa di Berry in Provenza nell'aprile del 1832. Arrestato, venne imprigionato col padre, e fu poi assolto dalla Corte d'assise di Montbrison nell'agosto 1833.
Divenne quindi direttore della compagnia mineraria Entre-Sambre-et-Meuse.
Ereditò dal padre il castello di Fosseuse assieme ai suoi titoli alla sua morte.
Venne eletto rappresentante dell'Oise nel 1871, sedendo alla camera  nelle file dei monarchici sino al 1876.
Votò in particolare per l'abrogazione delle leggi sull'esilio dell'ex famiglia reale francese, per le dimissioni di Adolphe Thiers, per l'estensione dei poteri del maresciallo Mac Mahon, a favore del ministero Broglie e contro le leggi costituzionali.
Non si candidò alle elezioni del 1876.
Collaborò con la rivista Le Correspondant.

## L'amicizia con Alexis de Tocqueville
Louis de Kergorlay mantenne dall'infanzia con suo cugino e quasi coetaneo Alexis de Tocqueville un'amicizia che durò fino alla morte di quest'ultimo, nel 1859.
Nonostante le loro differenti vedute politiche, i due si scambiarono una regolare corrispondenza e si resero reciproci servizi in molte occasioni.
La loro corrispondenza è stata pubblicata integralmente per la prima volta nel 1977.

## Matrimonio e figli
Louis de Kergorlay sposò a Huisseau sur Cosson l'11 gennaio 1846 la nobildonna Mathilde de Johanne de La Carre de Saumery (Parigi, 18 aprile 1825 - Parigi, 12 febbraio 1887), figlia di Louis de Johanne de La Carre, marchese de Saumery, ex capitano di cavalleria, sindaco di Huisseau sur Cosson, e di sua moglie Léocadie de Perrochel. La coppia ebbe insieme quattro figli:
- Florian, capitano delle Gardes mobiles de l'Oise nel 1870, sindaco di Fosseuse dal 1876 al 1888, presidente della Société d'Encouragement, presidente delle corse di Deauville, membro del Jockey-Club, cavaliere della Legione d'Onore (Huisseau sur Cosson, 9 dicembre 1846 – Parigi, 21 ottobre 1910), celibe;
- Jeanne (4 dicembre 1849 - incendio al Bazar de la Charité, Parigi, 4 maggio 1897), sposò nel 1874 il conte Jean Guy de Poilloue de Saint-Périer (1843-1885);
- Geoffroy, ufficiale di cavalleria, sindaco di Fosseuse dal 1888 al 1903 (Parigi, 15 febbraio 1854 - Parigi, 12 aprile 1903), sposò nel 1881 Jeanne Donon (1860-1926);
- Jean, ufficiale di cavalleria, sindaco di Fosseuse dal 1903 al 1923 (Parigi, 27 luglio 1860 - Bagnoles de l'Orne, 27 luglio 1923), sposò nel 1886 Mary Luisa Carroll de Carrolton (1859-1931).